# Przestępstwo indywidualne
Przestępstwo indywidualne (łac. delicta propria) – może popełnić osoba, która posiada określone cechy, które wyróżniają ją spośród innych. 
Podmioty przestępstw indywidualnych określane są w kodeksie karnym najczęściej przez użycie rzeczownika, np. „żołnierz”, „matka”, „funkcjonariusz publiczny”. Może też wystąpić sytuacja, gdzie użyto zaimka „kto”, jednak dalsze określenia pozwalają zindywidualizować dany podmiot (np. kto w związku z pełnieniem funkcji publicznych przyjmuje korzyść majątkową lub osobistą – art. 228 kodeksu karnego).
Przestępstwa indywidualne, ze względu na podmiot, dzielą się na:
- przestępstwa indywidualne właściwe − gdzie cecha indywidualna sprawcy przesądza o bycie przestępstwa. (np. przestępstwa funkcjonariuszy publicznych).
- przestępstwa indywidualne niewłaściwe − to takie, których indywidualna cecha sprawcy ma istotny wpływ na zaostrzenie lub złagodzenie odpowiedzialności karnej. Brak tej cechy powoduje, iż czyn traktowany jest jako przestępstwo powszechne a nie indywidualne. Przykładem może być zabójstwo noworodka. Każdy kto dopuściłby się takiego czynu, będzie odpowiadał jak za zabójstwo w myśl art. 148 § 1 kodeksu karnego. Jeśli natomiast czyn popełnia matka, która zabija dziecko w czasie porodu pod wpływem jego przebiegu, może to być potraktowane jako przestępstwo uprzywilejowane (art. 149 kodeksu karnego), za które przewidziany jest niższy wymiar kary[3].